# پاکوره
پاکورا یا پکورا و پکاره 

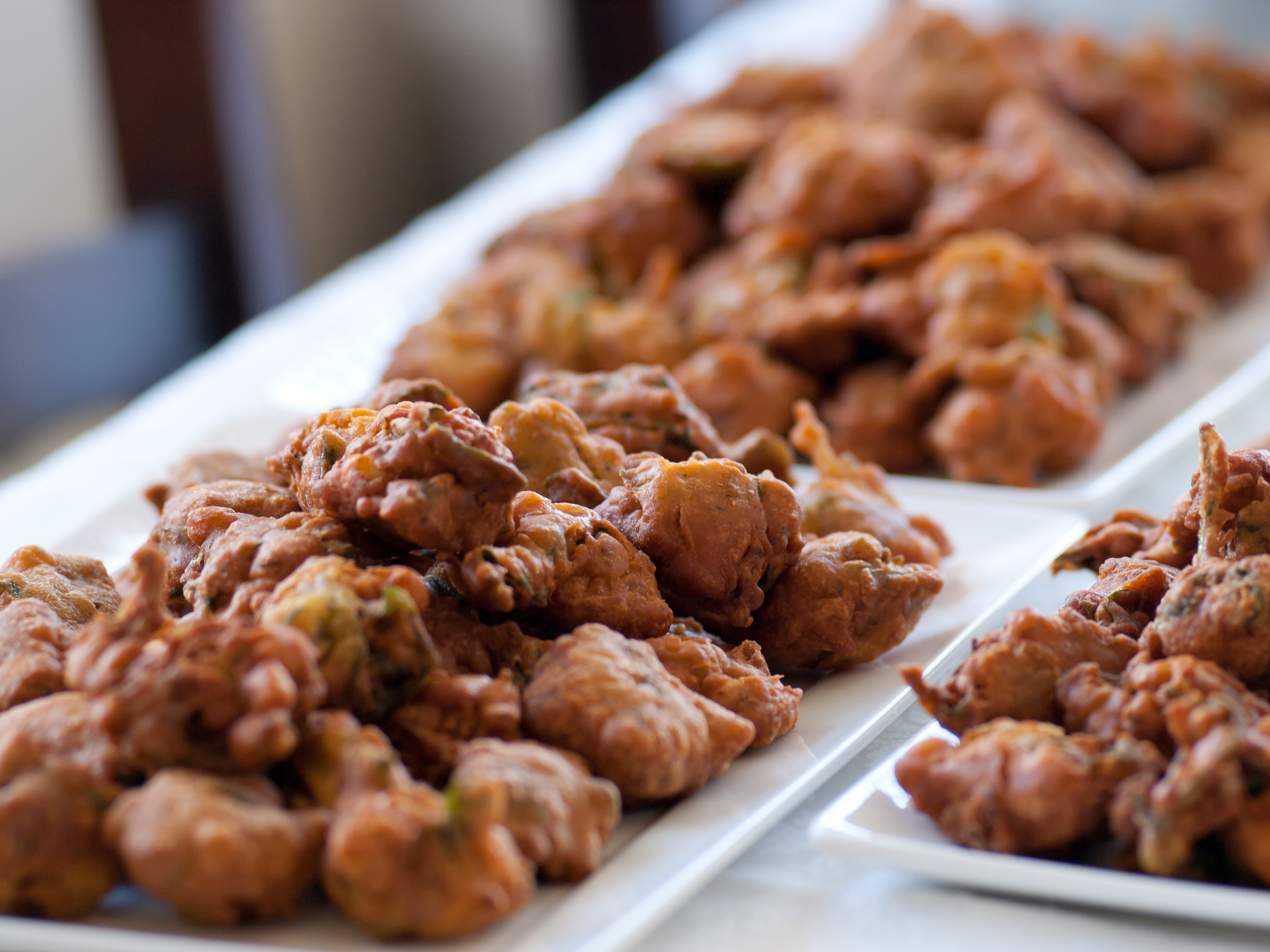
تصویر این غذا

در هرمزگان نام غذایی فوری هندی و در اصل از گجرات است که به صورت گلوله‌های برشته شده خمیر به همراه مخلفات دیگر عرضه می‌شود. در کشورهای هند، پاکستان، مالزی، آسیای جنوب شرقی، ایران، افغانستان و چین طبخ می‌شود. همچنین از پاکوره برای سحری و افطار مسلمانان در ایام ماه رمضان استفاده می‌شود. در جنوب ایران به ویژه هرمزگان ،استان بوشهر، استان خوزستان و استان سیستان و بلوچستان پاکوره در دکه‌های متعددی در شهرها عرضه می‌شود. این غذا انرژی فوق‌العاده برای ورزشکاران رشته موی تای محسوب می‌شود